# Éditions ASTED
Les Éditions ASTED ont pour but la diffusion des connaissances liées à la bibliothéconomie et aux sciences de l'information en français. Ces publications sont destinées aux francophones dans le domaine de l'information et de la documentation. 
L’ASTED est le fournisseur autorisé de la version française de la classification décimale de Dewey (CDD) de Melvil Dewey.